# Duets (álbum de Maaya Sakamoto)
Duets é o 15º álbum de estúdio de Maaya Sakamoto. Foi lançado em 17 de março de 2021 pela FlyingDog, um selo da gravadora Victor Entertainment e possui sete faixas.

## Produção
Como parte das comemorações de seus 25 anos de carreira, Sakamoto quis conceber um novo álbum conceitual junto com a ideia de seu primeiro álbum de duetos. Os artistas convidados também participaram de estágios das composições das músicas. Entre os convidados, estão parceiros de longa data, como Hiroki Wada (h-wonder) e Hara Masakazu, da banda the band apart.
Wada, aliás, cantou pela primeira vez em 22 anos após uma longa carreira nos bastidores como compositor. A faixa em que participou, "Duet!", teve as letras escritas por Sakamoto, que procurou descrever os longos anos de parceria criativa entre os dois. Sakamoto lançou sua carreira musical cantando "Yakusoku wa Iranai", abertura do anime Tenkū no Escaflowne. Wada cantou seu encerramento.
Um show especial acústico foi realizado para promover o álbum, e transmitido ao vivo por alguns serviços de streaming.
Na semana que precedeu o lançamento, os refrões das canções foram lançados diariamente para gerar expectativa. Os artistas convidados também fizeram mensagens em vídeo postados em redes sociais, com as músicas nas quais participaram tocando de fundo.

## Recepção
O álbum ficou quatro semanas no Oricon Albums Chart, chegando à 14ª posição. Chegou à 12ª posição na Billboard Japan (e à 12ª no Hot 100); além da 7ª posição na Tower Records.
Sayako Oki, do Rockin'on, elogiou o álbum, dizendo que é "uma maneira perfeita de celebrar a vida musical da artista".

## Faixas
| N.º            | Título                                      | Letras         | Música         | Arranjo        | Duração |  |
| 1.             | "Duet!" (com Hiroki Wada)                   | M. Sakamoto    | h-wonder       | h-wonder       | 4:28    |  |
| 2.             | "Anata ja Nakereba" (com Kohei Dojima)      | K. Dojima      | K. Dojima      | K. Dojima      | 4:09    |  |
| 3.             | "Hitokuchi Ikaga?" (com Asako Toki)         | A. Toki        | TENDRE         | TENDRE         | 4:45    |  |
| 4.             | "Demo" (com Hara Masakazu)                  | Yuho Iwasato   | H. Masakazu    | H. Masakazu    | 5:24    |  |
| 5.             | "sync" (com Yumi Uchimura)                  | M. Sakamoto    | Ryo Eguchi     | R. Eguchi      | 5:10    |  |
| 6.             | "Hoshi to Hoshi no Aida" (com Yoshio Inoue) | M. Sakamoto    | M. Sakamoto    | Ryuji Yamamoto | 5:41    |  |
| 7.             | "Hitotsu Yane no Shita" (com Kyoko Koizumi) | M. Sakamoto    | Syoko Suzuki   | R. Yamamoto    | 5:43    |  |
| Duração total: | Duração total:                              | Duração total: | Duração total: | Duração total: | 35:21   |  |